# 김영도 (1924년)
김영도(金永棹, 1924년 10월 18일~2023년 10월 21일)는 대한민국의 산악인, 정치인이다. 에베레스트산과 북극을 탐험하는 등 산악인으로 활동하였고, 제9대 국회의원을 역임하였다. 저서로 《나의 에베레스트》, 《우리는 산에 오르고 있는가》, 《산의 사상》 등이 있다.

## 학력
- 서울대학교 문리과대학 철학과 졸업

## 약력
- 학도지원병 입대
- 대한민국 육군 예비역 대위
- 성동고등학교 교사
- 육군사관학교 철학 교수
- 민주공화당 선전부장, 기획조정실장, 사무차장
- 사회법인 대한산악연맹 회장
- 한국등산연구소 소장
- 1973년~1979년: 제9대 국회의원(유신정우회)
- 1977년 한국 최초 에베레스트 원정대 대장[1]
- 1978년 북극탐험대 대장

## 역대 선거 결과
| 실시년도 | 선거 | 대수 | 직책     | 선거구           | 정당       | 득표수 | 득표율      | 순위 | 당락 | 비고 |
| -------- | ---- | ---- | -------- | ---------------- | ---------- | ------ | ----------- | ---- | ---- | ---- |
| 1973년   | 총선 | 9대  | 국회의원 | 통일주체국민회의 | 유신정우회 |        | \| \| 0% \| | 지명 |      | 초선 |
|          | 0%   |      |          |                  |            |        |             |      |      |      |